# 1. FC Zeitz
1. FC Zeitz is een Duitse voetbalvereniging uit de stad Zeitz in de deelstaat Saksen-Anhalt. De vereniging kwam onder de naam BSG Chemie Zeitz twee seizoenen uit in de hoogste klasse van de voormalige DDR, de DDR-Oberliga.

## Geschiedenis
De clubgeschiedenis begint in 1910 toen de 1. FC Sportvereinigung Zeitz von 1910 werd opgericht. Vanaf 1915 speelde de club in de competitie van Saale-Elster, waar ook stadsrivaal Zeitzer BC 1903 speelde. Na twee plaatsen in de middenmoot verloor de club alle wedstrijden in 1918. In 1919 vond er een competitieherstructurering plaats en werden enkele competities verenigd tot grotere competities. De clubs uit Saale-Elster werden in de Kreisliga Saale ondergebracht, waar de Saale-Elster competitie nog wel als tweede klasse fungeerde. In 1923 werd de club gedeeld tweede achter Zeitzer BC, maar doordat de Kreisliga ontbonden werd en de Saale-Elster competitie heringevoerd werd promoveerde de club. De volgende seizoenen eindigde de club meestal in de middenmoot en ook in de buurt van de stadsrivaal. Na seizoen 1932/33 werd de competitie grondig geherstructureerd. Alle Midden-Duitse competities werden gedegradeerd tot derde klassen en vervangen door de Gauliga Mitte en Gauliga Sachsen. Voor de Bezirksklasse Halle-Merseburg kwalificeerden zich slechts drie teams waardoor de club in de Saale-Elstercompetitie bleef die nu als Kreisklasse de derde klasse werd.
Nadat de arbeiderssport verboden werd sloten vele arbeiders zich bij SpVgg aan, dat hier meer open voor stond dan rivaal BC. Dit resulteerde meteen in een titel en promotie naar de Bezirksklasse. De club eindigde de volgende jaren meestal in de subtop en kon in 1940 de titel veroveren. Via de promotie-eindronde konden ze ook promotie naar de Gauliga Mitte afdwingen. Na een vijfde en een zesde plaats werden ze laatste in 1943
Na de Tweede Wereldoorlog werden alle sportverenigingen ontbonden en ontstond in 1946 SG Zeitz als de officieuze opvolger van de Sportvereinigung Zeitz. In 1948 werd de club omgedoopt in SG Rot-Weiß Zeitz om zich kort daarna, zoals alle andere sportverenigingen in Zeitz, aan te sluiten bij ZSG Zeitz. Na een fusie met SG Smola Zeitz in 1949 ging de club ZSG Gasolin Zeitz heten en vanaf 20 december 1949 werd de naam ZSG Hydrierwerk Zeitz. Vanaf 1950 werd de naam voor langere tijd BSG Chemie Zeitz. Na de Duitse eenwording werd BSG Chemie Zeitz opgeheven en overgenomen door de moedervereniging SG Chemie Zeitz. De voetbalafdeling richtte vervolgens op 5 mei 1994 een zelfstandige vereniging op onder de naam 1. FC Zeitz.

## Sportieve successen
Voor de oorlog speelde de club meestal in de lagere klasse. In 1940 promoveerde de club naar de Gauliga, destijds de hoogste klasse in het Duitse voetbal. Beste klasseringen in deze klasse waren een 5e en 6e plaats.
Na de oorlog, in 1958, slaagde de club erin te promoveren naar de DDR-Oberliga, de hoogste afdeling in de DDR. De club kon het op dit niveau twee jaar volhouden.
In de jaren daarop was de club voornamelijk actief op het tweede niveau en moest zelfs korte tijd in de derde klasse uitkomen. In 1963 stond het elftal wel in de finale van de FDGB-Pokal tegen Motor Zwickau. Die wedstrijd ging met 0:3 verloren. In 1973 kreeg de club nog een kans te promoveren naar het hoogste niveau, maar de nacompetitie ging verloren. Vanaf 1982 speelde de club alleen nog in de Bezirksliga.
Competitie-overzicht in de DDR-tijd :
- 1950/51–1958    : DDR-Liga (2e niveau)
- 1959–1960       : DDR-Oberliga (Hoogste niveau)
- 1961/62–1968/69 : DDR-Liga
- 1969/70–1970/71 : Bezirksliga (3e niveau)
- 1971/72–1981/82 : DDR-Liga
- 1982/83–1990/91 : Bezirksliga

In het laatste seizoen van de DDR Bezirksliga Halle (1990/91) eindigde BSG Chemie Zeitz als 7e en werd daarna in het nieuwe competitiesysteem in de Landesliga Saksen-Anhalt ingedeeld (destijds het 5e niveau). In 1996 promoveerde de club naar de Verbandsliga, om in het jaar 2000 weer af te zakken naar de Landesliga. Na het seizoen 2008/2009 degradeerde de club verder naar de Landesklasse. De club werd in het seizoen 2013/2014 kampioen van de Landesklasse van Saksen-Anhalt (tegenwoordig het 8e niveau in Duitsland) en promoveerde daardoor naar de Landesliga Süd van Saksen-Anhalt (niveau 7).